# Маренцио, Лука
Лу́ка Маре́нцио (итал. Luca Marenzio, лат. Marentius; 18 октября 1553, Коккальо, Брешиа — 22 августа 1599[…], Рим) — итальянский композитор, известный преимущественно как автор мадригалов.

## Биография
В детстве, вероятно, обучался церковному пению в Брешии.
Затем переехал в Рим и до 1578 года находился на службе у кардинала Кристофоро Мадруццо в качестве певчего.
После смерти кардинала Мадруццо поступил на службу ко двору кардинала Луиджи д’Эсте, где получил известность как автор мадригалов.
В 1587 году переехал во Флоренцию, поступил на службу к тосканскому герцогу Фердинанду I. Сотрудничал с музыкантами графа и мецената Джованни Барди, в доме которого в конце XVI века собирались представители искусства (см. Флорентийская камерата). В 1589 году Маренцио вернулся в Рим, работал у кардинала Чинцио Альдобрандини.
В 1594 году совершил поездку в Польшу по приглашению короля Сигизмунда III, в 1596—1597 годах находился при польском дворе в Варшаве.
В 1598 году посетил Венецию, затем был назначен музыкантом при папском дворе, но в следующем году скончался в Риме.
Похоронен в базилике Сан-Лоренцо-ин-Лучина в Риме.

## Творчество

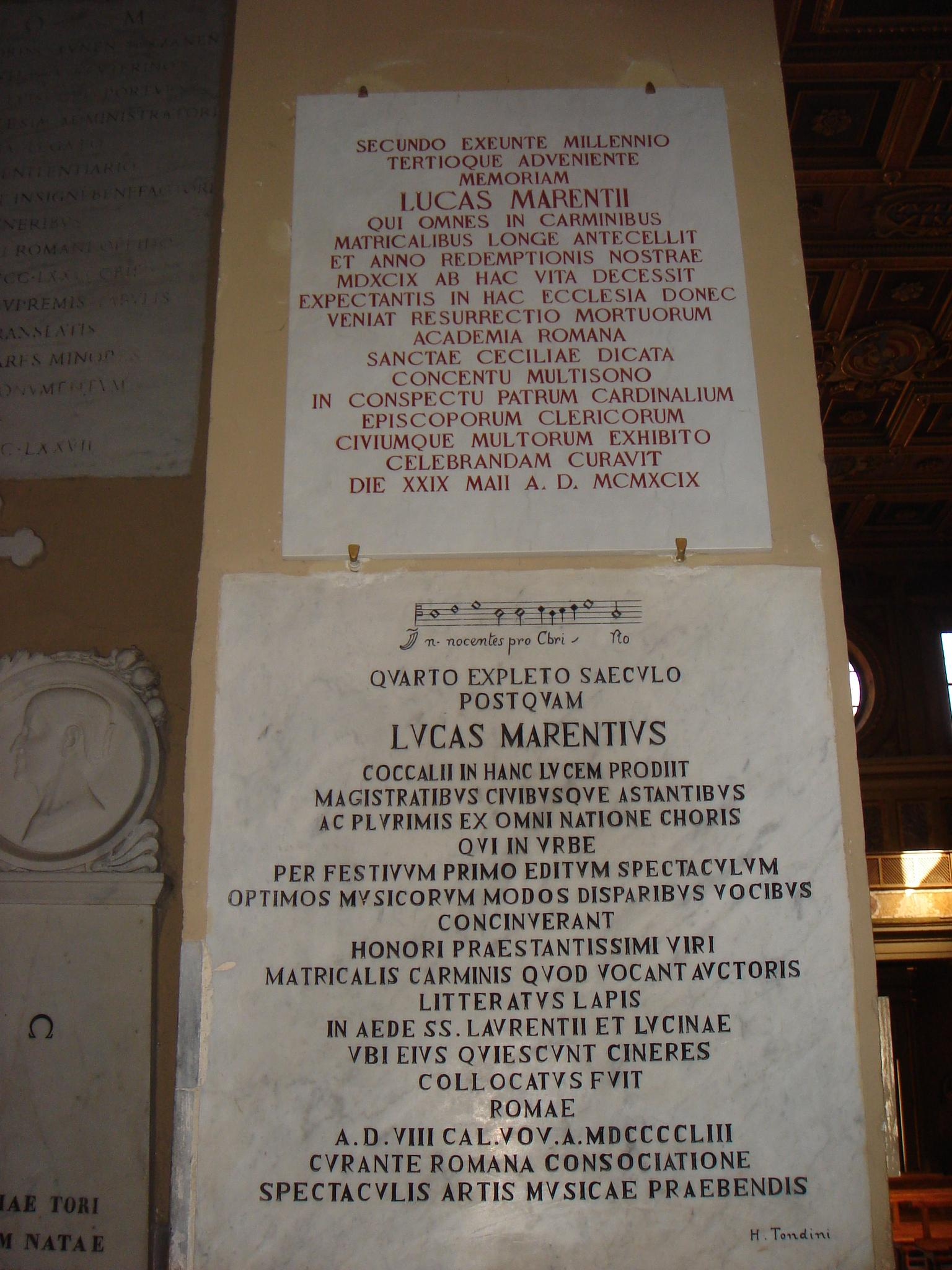
Надгробие Л. Маренцио в базилике Сан-Лоренцо-ин-Лучина

Маренцио прославился как автор мадригалов, которые издал в 19 сборниках («книгах»; сохранились 18). Мадригалы Маренцио многообразны по характеру и содержанию, преимущественно любовно-лирические и  пасторальные (например, «Solo e pensoso», «O voi che sospirate», «Cruda Amarilli»). В русле тенденции к драматизации мадригала — объединение отдельных пьес в многочастные циклы; например, в Шестой книге — 6-частный «Giovane donna» («Юная госпожа»; на текст секстины Петрарки) и 10-частный «Se quel dolor» («Какая боль»; на стихи Л. Танзилло).
Менее известна духовная и церковная музыка Маренцио, при его жизни опубликованная лишь отчасти. Среди духовных сочинений 4 мессы, 2 магнификата, 2 сборника мотетов — «на праздники всего церковного года» (pro festis totius anni, 1585) и 
«Духовные песни» (изданы посмертно, в 1616), сборник духовных мадригалов (madrigali spirituali, 1584) и др.
Собрание сочинений Маренцио в семи томах опубликовано под редакцией Б. Майера и Р. Джексона в серии Corpus mensurabilis musicae в 1976–2000 гг.

## Рецепция
Маренцио оказал большое влияние на итальянских, английских и немецких музыкантов, работавших в жанре мадригала, в частности на Клаудио Монтеверди, Карло Джезуальдо и Ханса Лео Хаслера. Когда в Англии в 1588 году был выпущён сборник итальянских мадригалов «Musica transalpina» (печатник Н. Янг), то по количеству произведений, включённых в сборник, Маренцио занимал второе место после Альфонсо Феррабоско. В «Третьем рассуждении о музыке» (1610) видный немецкий музыкант Иоганн Липпий привёл мадригалы Маренцио как наилучший пример музыкальной риторики в светской музыке — в одном ряду с Орландо Лассо, который, по мнению Липпия, держал пальму подобного первенства в музыке церковной. В трактате «Синопсис музыки» (1612) Липпий определил Маренцио и Лассо как «первых среди композиторов» (лат. melopoëtarum principes).
Именем Луки Маренцио названа государственная консерватория в Брешии.

## Издание сочинений
- Luca Marenzio. Opera omnia, ed. by Bernhard Meier and Roland Jackson // Corpus mensurabilis musicae 72 (American Institute of Musicology)

1 (1978). Musica sacra
2 (1976). Motectorum pro festis totius anni (1585)
3 (1979). Motets (a5, 8, 9, 10, 12)
4 (1978). The First and Second Books of Madrigals (1581, 1584)
5 (1983). The Third and Fourth Books of Madrigals for six voices (1585, 1587)
6 (1983). The Fifth and Sixth Books of Madrigals for six voices (1591, 1595)
7 (2000). Musica sacra